# Nationalverband Deutscher Offiziere
Der Nationalverband Deutscher Offiziere (Abkz. NDO) war eine nach dem Ersten Weltkrieg gegründete Organisation deutscher Offiziere, die die Weimarer Republik beseitigen wollten und für die Rückkehr zur Monarchie und die Wiedererrichtung des Deutschen Kolonialreiches eintraten.

## Allgemein

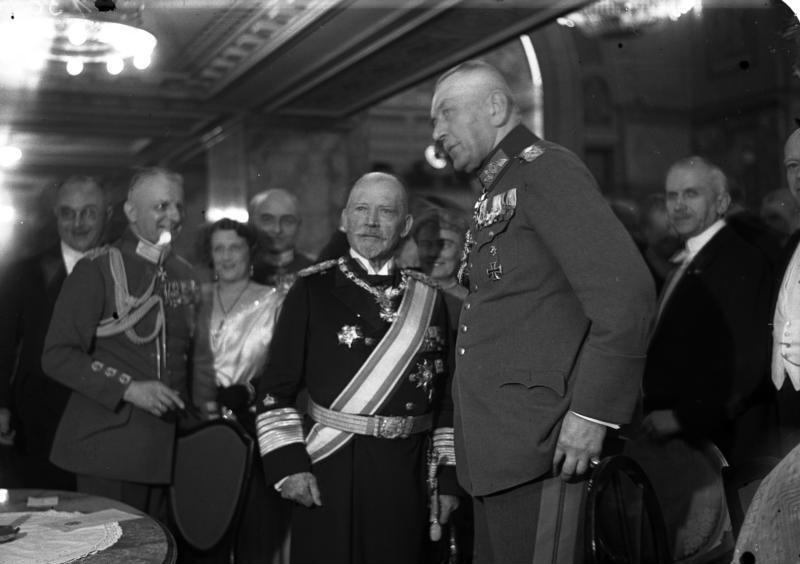
Der Ehrenvorsitzende des Verbands Admiral von Schröder (Bildmitte) und der Vorsitzende des Verbands Generalleutnant Waechter (rechts) während der Kaiser-Geburtstagsfeier, Marmorsaal des Berliner Zoos, Januar 1932.

Der NDO wurde am 16. Dezember 1918 auf einer Sonderversammlung gegründet, nach dem auf einer Versammlung des Deutschen Offiziersbundes am 5. Dezember 1918 eine kleine Gruppe von Offizieren gegen die Auffassung auftrat, die gegebene Lage anerkennen müssen und nur die eigene materielle Existenz sichern zu können, sondern vielmehr der politische Kampf gegen die aus der Novemberrevolution hervorgegangenen Zustände geführt werden müsse.
1924 protestierte der Verband gegen das Schauspiel Katalaunische Schlacht von Arnolt Bronnen, welches am 29. November desselben Jahres im Schauspielhaus Frankfurt a. M. uraufgeführt worden war. 1926 wurde durch die Ortsgruppe Waren (Müritz) ein Ehrengerichtsverfahren gegen Hans Ramshorn angestrebt. Durch seinen Wegzug aus Mecklenburg konnte Ramshorn das Gerichtsverfahren wegen Homosexualität vermeiden.
Er verfügte über 8.000 bis 10.000 Mitglieder. Publikationsorgan der Bundesführung war die „Deutsche Treue“, eine alle 10 Tage erscheinende Zeitschrift. Der NDO war in Landesverbände, Kreisgruppen und Ortsgruppen gegliedert und besaß Vertrauensleute bzw. Auslandsortsgruppen in Südamerika, Finnland, Griechenland, Italien, Schweden, Schweiz, Türkei, USA, Java, Sumatra. Er scharf gegen die Fürstenenteignung auf; der Preußenschlag wurden von ihm ebenso begrüßt wie die Machtergreifung der Nationalsozialisten. Im Februar 1934 vereinigte sich der NDO mit anderen Offiziersverbänden zum Reichsverband Deutscher Offiziere (RDO).

## Abzeichen
Der NDO gab sich ein Abzeichen, welches den achtzackigen Stern als Grundform hatte. In der linken Zacke war in einem Kreis ein D, in der obigen Zacke ein N und in der rechten Zacke ein O dargestellt. Ein zentrischer runder Kreis begrenzte die Zacken. Im Kreis war außen ein Sinnspruch eingearbeitet: Furchtlos und treu. Zentral im Kreis, welcher sonst mit silberner/bronzener Schrift auf schwarzen Grund aufgebaut war, war ein Wappen dargestellt. Das Wappen war quer mit den Farben schwarz-weiß-rot ausgefüllt. Über das Schild, den Kreis und bis in die Zacken lief senkrecht ein Schwert.

## Vorsitzende

### 1. Vorsitzende
- Ulrich Fleischhauer
- Oberleutnant der Landwehr Molkenthin (1918/19)
- Generalmajor a. D. Friedrich Gustav Graf von Waldersee (Juli 1919 bis Mai 1925)
- Admiral a. D. Ludwig von Schröder (1925 bis April 1931)
- Generalleutnant a. D. Richard Waechter (1931 bis Oktober 1933)
- Oberst a. D. Wilhelm Reinhard (1933 bis Februar 1934)

### 2. Vorsitzende
- A. von Waldersee (1925 bis 1931)
- Generalmajor a. D. Eitel Friedrich von Preußen (ab 1931)

## Bekannte Mitglieder (Auswahl)
- Paul Bredereck
- Hans von Felgenhauer
- Erich Hilgenfeldt: von 1923 bis 1928
- Hans Knauer
- Alfred Krauß: ab 1920 Führer der NDO in Wien
- Martin Niemöller: im März 1923 Gründungsmitglied der Münsteraner Ortsgruppe des Verbands und im November 1923 in den Ehrenrat gewählt
- Werner Steinhoff